# Richard Post
Richard Freeman Post (Pomona, Califórnia, 14 de novembro de 1918 – Walnut Creek, Califórnia, 7 de abril de 2015) foi um físico estadunidense, trabalhando principalmente com plasma.
Em 1978 recebeu o Prêmio James Clerk Maxwell de Física do Plasma.